# Děčany
Děčany (deutsch Jetschan bzw. Dietschan, Dieschan) ist eine Gemeinde  in Tschechien. Sie gehört zum Okres Litoměřice.

## Geographie
Der Ort liegt acht Kilometer südwestlich von Třebenice in 224 m ü. M. im Tal des Suchý potok im Südwesten des Böhmischen Mittelgebirges. Nachbarorte sind im Norden Třebívlice, im Nordosten Solany, im Südosten Lukohořany und Vojničky, im Westen Hnojnice und im Nordwesten Semeč. Děčany befindet sich am Fuße des 306 m hohen Baba.

## Geschichte
Děčany wurde 1226 in einer Urkunde über die Schenkung des Dorfes an das Kloster Doksany erstmals erwähnt. Der Ortsname leitet sich vermutlich vom slawischen Stamm der Jetschaner (tschechisch: Děčané) ab.
Seit dem Ende des 15. Jahrhunderts gehörte der Ort den Vřesovec von Vresovice, denen die Hrobschitz von Hrobschitz folgten. 1628 erfolgte eine Teilung des Besitzes und Johann von Aldringen erwarb einen Teil von Jetschan. Der andere Anteil wurde 1694 an die Herrschaft Liebshausen angegliedert. 1732 erwarben die Klebelsberg auf Unter-Trziblitz zuerst Teile von Jetschan und schließlich bis 1811 den ganzen Ort.
Die Bewohner leben traditionell von der Landwirtschaft, bei der der Obst- und Hopfenbau dominiert.

## Gemeindegliederung
Die Gemeinde Děčany besteht aus den Ortsteilen Děčany (Jetschan), Lukohořany (Lauroran), Semeč (Semtsch) und Solany (Solan), die zugleich auch Katastralbezirke bilden.

## Sehenswürdigkeiten
Etwa anderthalb Kilometer südwestlich von Děčany befindet sich im Tal des Hnojnický potok das Naturdenkmal Kamenná slunce.
Im Ort stehen ein Kriegerdenkmal aus dem Ersten Weltkrieg und die Gebäude des am Ende des 19. Jahrhunderts erbauten Volksgutes.